# Rogério Conceição do Rosário
Rogério Conceição do Rosário, meglio noto come Thuram (Cairu, 1º febbraio 1991), è un calciatore brasiliano, attaccante del Pendikspor.

## Carriera
Ha giocato nella massima serie dei campionati cipriota, greco e turco.

## Palmarès

### Club

#### Competizioni nazionali
- Coppa di Cipro: 1

Apollōn Limassol: 2015-2016